# Eucatocha betsyae
Eucatocha betsyae är en tvåvingeart som beskrevs av Pritchard 1960. Eucatocha betsyae ingår i släktet Eucatocha och familjen gallmyggor.
Artens utbredningsområde är Kalifornien. Inga underarter finns listade i Catalogue of Life.